# Pohlia alba
Pohlia alba är en bladmossart som beskrevs av Lindberg och H. Arnell 1890. Pohlia alba ingår i släktet nickmossor, och familjen Bryaceae. Inga underarter finns listade i Catalogue of Life.